# Кононович, Савва
Савва Кононович (укр. Сава Кононович; умер 1637) — гетман Войска Запорожского с мая по октябрь 1637 года.

## Биография
Место и год рождения Саввы Кононовича неизвестны.
В 1630-х годах он был полковником Переяславского полка.
В 1637 году на казаческом совете на реке Росаве был избран гетманом. В своих поступках действовал в духе польского правительства.
В октябре 1637 года во время восстания под руководством Павла Павлюка Кононович был схвачен казаками, обвинен в отстаивании шляхетских интересов и расстрелян на Переяславщине.